# عبد الحكيم عامر
المشير / محمد عبد الحكيم عامر  (11 ديسمبر 1919 - 13 سبتمبر 1967) أحد رجال ثورة يوليو 1952 في مصر ومن أعضاء تنظيم الضباط الأحرار. وكان صديقاً مقرباً للرئيس الراحل جمال عبد الناصر. تولى منصب القائد العام للقوات المسلحة المصرية ووزير الحربية ونائب القائد الأعلى للقوات المسلحة خلال الفترة الممتدة من 7 إبريل 1954م إلى 19 يونيو 1967م.

## سيرته
ولد سنة 1919 في قرية أسطال، مركز سمالوط بمحافظة المنيا لأسرة تعد من الأثرياء حيث كان والده الشيخ علي عامر عمدة القرية. تخرج من الكلية الحربية في 1939. شارك في حرب 1948 في نفس وحدة جمال عبد الناصر. حصل على نوط الشجاعة في حرب 48 ورُقّيَ مع صلاح سالم استثنائياً. كان خاله محمد حيدر باشا وزير الدفاع أثناء حرب 1948.
- لعب عامر دوراً كبيراً في القيام بالثورة عام 1952.
- في العام 1953، تمت ترقيته من رتبة صاغ (رائد) إلى رتبة لواء وهو لا يزال في الـ 34 من العمر متخطيا ثلاث رتب، وأصبح القائد العام للقوات المسلحة المصرية.
- في 1954 عين وزيراً للحربية مع احتفاظه بمنصبه في القيادة العامة للقوات المسلحة ورقي إلى رتبة فريق عام 1958.
- قاد القوات المصرية والمقاومة في حرب العدوان الثلاثي عام 1956 ويتحمل بالمشاركة مع جمال عبد الناصر المسؤولية عن اخفاقه في إدارة المعارك في سيناء والسويس بعد الوحدة مع سوريا.
- عام 1958 منح رتبة مشير في 23 فبراير/شباط 1958 وأصبح القائد الأعلى للقوات المشتركة.
- في عام 1964 أصبح نائباً أول لرئيس الجمهورية.
- أضيفت إليه مهمة رئاسة اللجنة العليا للسد العالي ثم رئاسة المجلس الأعلى للمؤسسات العامة ذات الطابع الاقتصادي في أبريل/ نيسان من العام نفسه.

## المناصب الي تولاها
- القائد العام للقوات المسلحة من 7 إبريل 1954م إلى 31 أغسطس 1954م
- وزير الحربية والقائد العام للقوات المسلحة من 31 أغسطس 1954م إلى 29 سبتمبر 1956م
- نائب رئيس الجمهورية ووزير الحربية والقائد العام للقوات المسلحة من 29 سبتمبر 1956م إلى 29 سبتمبر 1962م
- رئيس الاتحاد المصري لكرة القدم من 10 فبراير 1958م إلى 19 يونيو 1967م
- نائب رئيس مجلس الوزراء ووزير الحربية والقائد العام للقوات المسلحة 18 أكتوبر 1961م
- رئيس المجلس الأعلى للمؤسسات العامة ذات الطابع الاقتصادي في 15 إبريل 1961م
- نائب رئيس الجمهورية والقائد العام للقوات المسلحة من 29 سبتمبر 1962م إلى 10 سبتمبر 1966م
- نائب القائد الأعلى للقوات المسلحة من 10 سبتمبر 1966م إلى 19 يونيو 1967م

## أسرته
تزوج عامر مرتين الأولى من ابنة عمه زينب عبد الوهاب وأنجب منها (ثلاثة أبناء وأربع بنات). غير أن زواجه الثاني من الفنانة برلنتي عبد الحميد هو الأشهر، وأنجب منها ابنه عمرو وقامت بالاعتزال بعد الزواج عن سن 29 سنة.
تزوج حسين عبد الناصر (شقيق جمال عبد الناصر) من آمال ابنة المشير.

## الوحدة مع سوريا

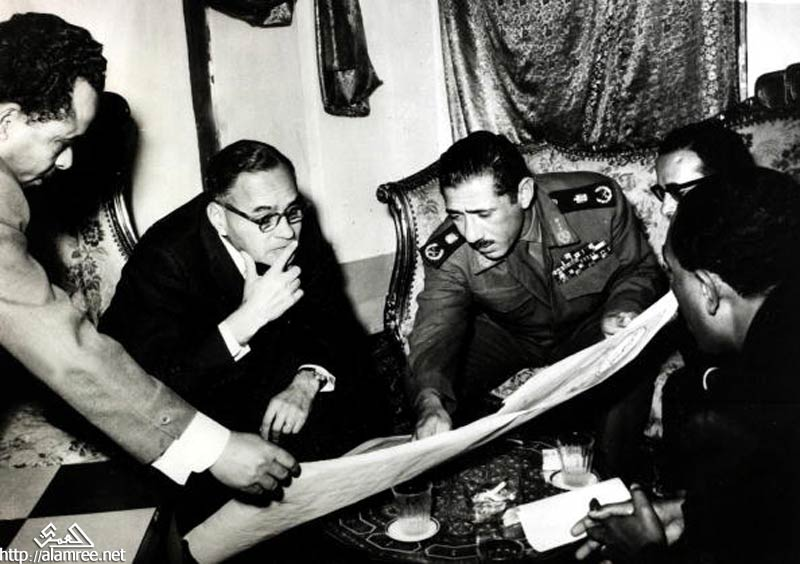
عبد الحكيم عامر في صنعاء في ثورة 26 سبتمبر اليمنية

يتهمه السوريون مع أنور السادات بأنهما وراء إفشال مشروع الوحدة الجمهورية العربية المتحدة «بسبب سلوكهما الاستعلائي والتصرفات الارتجالية التي أضرت بسوريا واقتصادها». كما يتهمه اليمنيون بأنهما وراء فشل إلحاق اليمن بمشروع الوحدة المنتظرة بعد الثورة اليمنية وحرب نصرة اليمن، حيث يذكر رئيس الوزراء اليمني الأسبق محسن العيني بأن تصرفاتهما لم تكن وحدوية وودية، بل تصرفات قوات غازية ومحتلة ذات طبيعة عنجهية متسلطة.

## حرب اليمن
ثورة 26 سبتمبر أو حرب اليمن أو حرب شمال اليمن الأهلية هي ثورة قامت ضد المملكة المتوكلية اليمنية في شمال اليمن عام 1962 وقامت خلالها حرب أهلية بين الموالين للمملكة المتوكلية وبين الموالين للجمهوريّة العربية اليمنية واستمرت الحرب ثمان سنوات.

## حرب 1967
فسدت العلاقة بين الرئيس جمال عبد الناصر والمشير عبد الحكيم عامر على نحو سريع عقب حرب 1967، بعد إصدار الرئيس عبد الناصر قراراً بتنحية عبد الحكيم عامر عن قيادة الجيش وتعيينه نائبا لرئيس الجمهورية، وهو القرار الذي رفضه عبد الحكيم عامر بشدة، وحزم حقائبه واتجه إلى بلدته أسطال ليقضي بها بعض الوقت، غير أنه سرعان ما عاد إلى القاهرة بعد أيام وتحديداً في الأول من يوليو 1967، واستقر في منزله بالجيزة، قُبض على عامر ومعه أكثر من 50 ضابطًا بالجيش المصري ووزيران سابقان بما في ذلك شمس بدران بزعم التخطيط لانقلاب عسكري للإطاحة بجمال عبد الناصر ثم وضع قيد الإقامة الجبرية في منزله في أغسطس 1967، وكان يصر على محاكمته ومحاكمة قيادات الجيش لكي يظهر أنه كان يجب التخلص منه، حيث يُقال أن صديقه جمال عبد الناصر قتله انتقاماً منه جراء ما حدث للجيش المصري في النكسة.

## وفاته

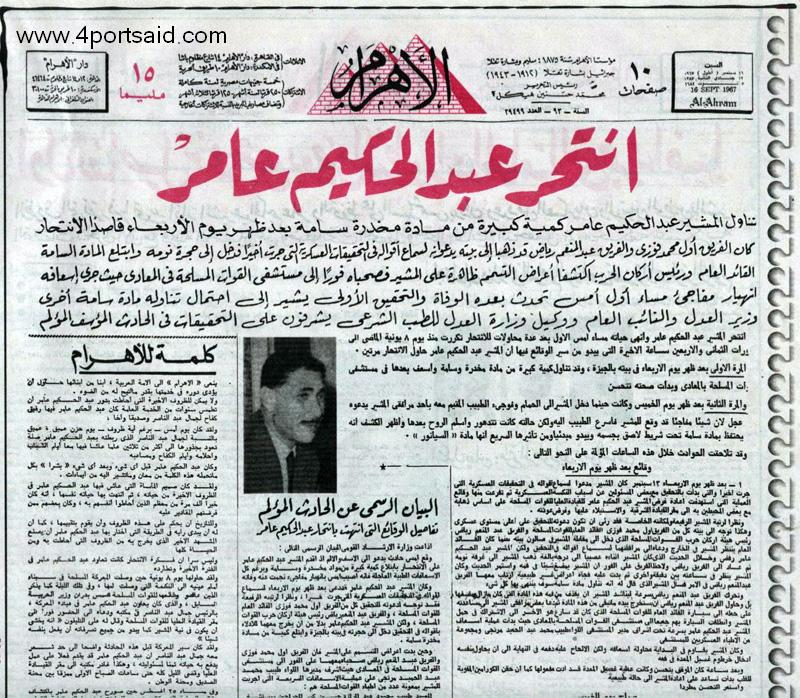
خبر إنتحار عبد الحكيم عامر في جريدة الأهرام

توفي في 13 سبتمبر 1967 مسموما أثناء وضعه تحت الإقامة الجبرية وحجزه في استراحة تابعة للمخابرات المصرية في المريوطية بالجيزة. وقيل حينها إنه انتحر بسبب تأثره بهزيمة حرب 1967، بينما تقول عائلته وآخرون إنّ السم قد دُسّ له من قبل أجهزة أمنية تابعة للدولة. ودفن في قريته أسطال.
وفي سبتمبر 2012، قدمت عائلة عامر طلباً للتحقيق في وفاته حيث زعموا بأنه قُتل مسموما.

## آراء قيلت في المشير
ذكر الصحفي محمد حسنين هيكل أن المشير كان لا يصلح أن يكلف بقيادة الجيش وكانت تكفيه كتيبة كأقصى تقدير، لأنه لم يكن من محبي القراءة أو متابعة الجديد في فنون الحرب والقيادة العسكرية، ولم يكن لديه الوقت الكافي ليتبوأ هذا المنصب، وأن معلوماته وخبراته العسكرية توقفت عند رتبة الصاغ «رتبة الرائد حاليا» ، و لم تزد معلوماته العسكرية حتى توفي.

## الجوائز والتكريمات
حاصل على وسام بطل الاتحاد السوفيتي عام 1964م.
 حاصل على وسام المدافع عن المملكة من ماليزيا عام 1965م.

## الأثر في الثقافة
تناولت شخصيته بعدد من الأفلام والمسلسلات نذكر منها
1. فيلم ناصر 56 - فيلم عن جمال عبد الناصر بطولة أحمد زكي.. وقام بدور عبد الحكيم عامر الممثل طارق الدسوقي.
2. فيلم جمال عبد الناصر بطولة خالد الصاوي وقام بدور عبد الحكيم عامر الممثل هشام سليم.
3. فيلم أيام السادات - فيلم عن محمد أنور السادات بطولة أحمد زكي.. وقام بدور عبد الحكيم عامر الممثل فكري أباظة.
4. مسلسل العندليب حكاية شعب سنة 2006 عن قصة حياة عبد الحليم حافظ بطولة شادي شامل.. وقام بدور عبد الحكيم عامر الممثل طارق لطفي.
5. مسلسل ناصر - مسلسل عن حياة جمال عبد الناصر إنتاج 2008.. وقام بدور عبد الحكيم عامر الممثل أحمد صفوت.
6. مسلسل صديق العمر سنة 2014 عن أحداث فترة الستينات بطولة جمال سليمان وباسم سمرة.. وقام بدور عبد الحكيم الممثل باسم سمرة
7. فيلم سادات ، من بطولة لويس جوست جونيور بدور الرئيس محمد أنور السادات، وقام بدور عبد الحكيم الممثل ثاو بانجليس
8. مسلسل الجماعة 2

## وصلات خارجية
- برنامج سري للغاية موت الرجل الثاني (عبدالحكيم عامر) (الجزء الأول) على يوتيوب / موت الرجل الثاني (الجزء الثاني) على يوتيوب